# Municipio de Asheville
El municipio de Asheville (en inglés: Asheville Township) es un municipio ubicado en el  condado de Buncombe en el estado estadounidense de Carolina del Norte. En el año 2010 tenía una población de 16.075 habitantes.

## Geografía
El municipio de Asheville se encuentra ubicado en las coordenadas 35°35′25.4″N 82°33′36.45″O / 35.590389, -82.5601250.